# DB-Baureihe 612 (1998)
Die Fahrzeuge der Baureihe 612 sind Neigetechnik-Nahverkehrsdieseltriebzüge der DB Regio. Die Fahrzeuge werden vor allem als Regional-Express auf bogenreichen Strecken eingesetzt. Der Hersteller Bombardier Transportation bezeichnete die Fahrzeuge als RegioSwinger.

## Entwicklung

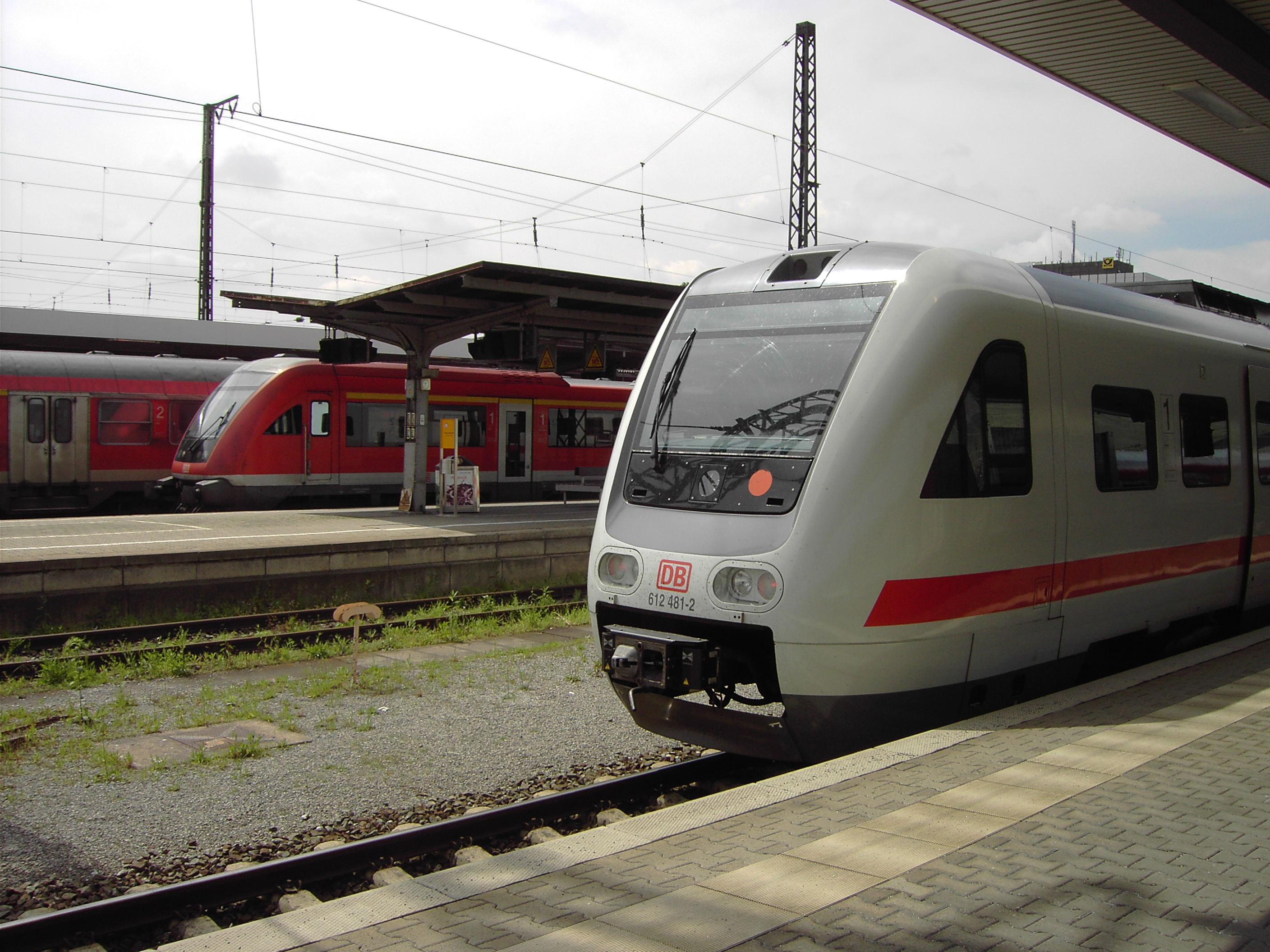
612 481 im IC-Design als RE nach Hof/Bayreuth in Würzburg Hbf

Nach den problembehafteten Triebwagen der 2019 ausgemusterten Reihe 611 unternahm die Deutsche Bahn mit der fast komplett neu konstruierten Baureihe 612 einen zweiten Versuch, einen zuverlässigen Neigetechnik-Zug aus deutscher Produktion auf die Schiene zu bringen. Ursprünglich war geplant, eine zweite, leicht weiterentwickelte Serie der Baureihe 611 zu beschaffen. Beim Praxiseinsatz dieser Triebwagen hatten sich jedoch konzeptionelle Mängel der Laufwerksentwicklung gezeigt, die bereits im Wettbewerb einen unabhängigen Neuentwurf erforderten. Der ausgewählte Hersteller Adtranz in Hennigsdorf begann daher bei der Entwicklung nahezu von vorn, da ein weiteres Debakel vermieden werden sollte.
Besondere Sorgfalt wurde den Komponenten gewidmet, von denen bekannt war, dass sie bei den Triebwagen der Reihe 611 für Schwierigkeiten gesorgt hatten. So wurden beispielsweise die Gelenkwellen verstärkt sowie Kraftstoff- und Ölbehälter nicht in deren Nähe angebracht. Zusätzlich zu den letztlich ausschließlich beschafften zweiteiligen Triebwagen hatte Adtranz motorisierte Mittelwagen konzipiert und der DB 1999 und 2001 angeboten. Zu einer Bestellung kam es nicht.

## Konstruktion und Innenraumgestaltung

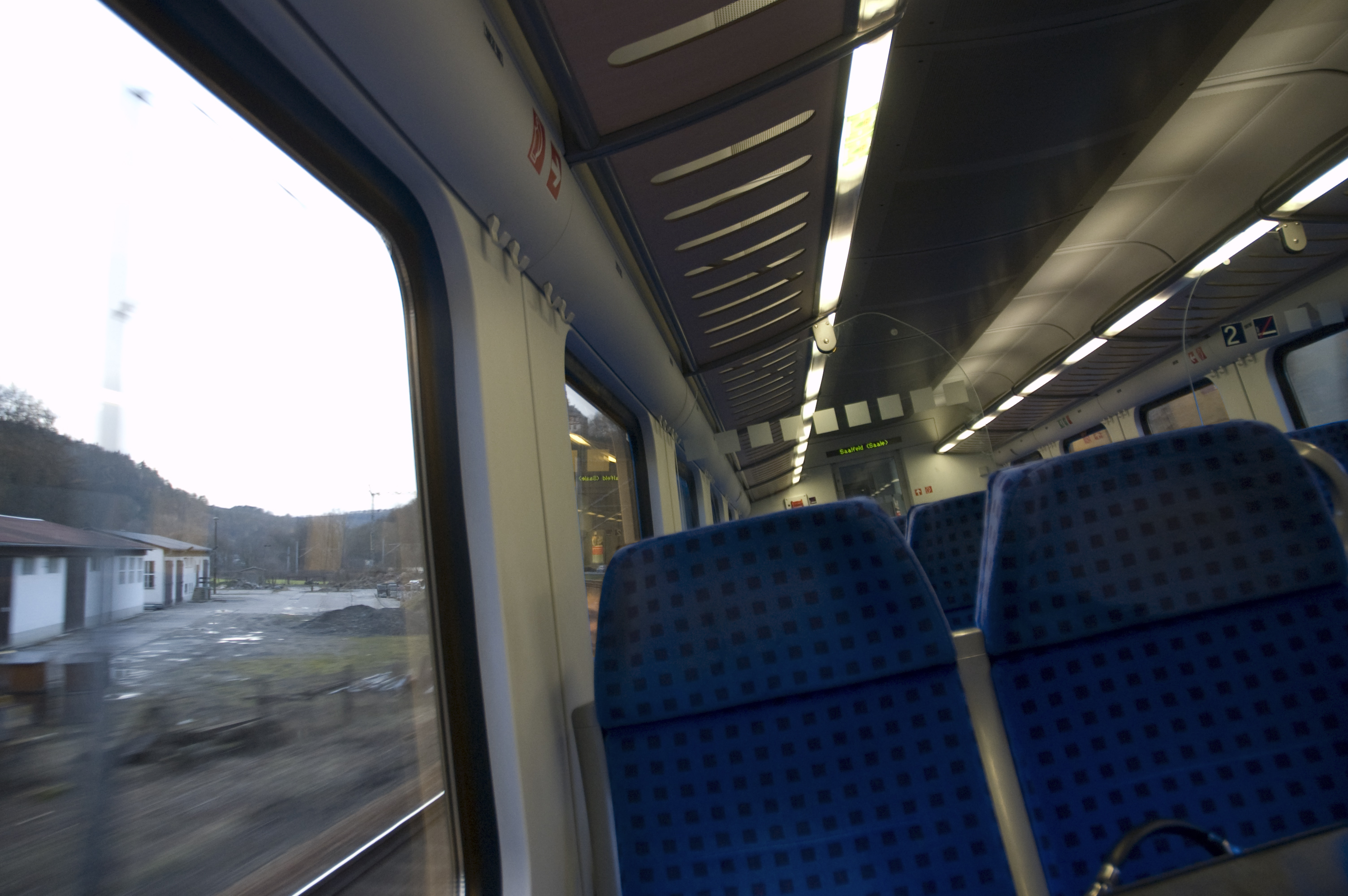
Innenraum eines geneigten Triebwagens der Baureihe 612

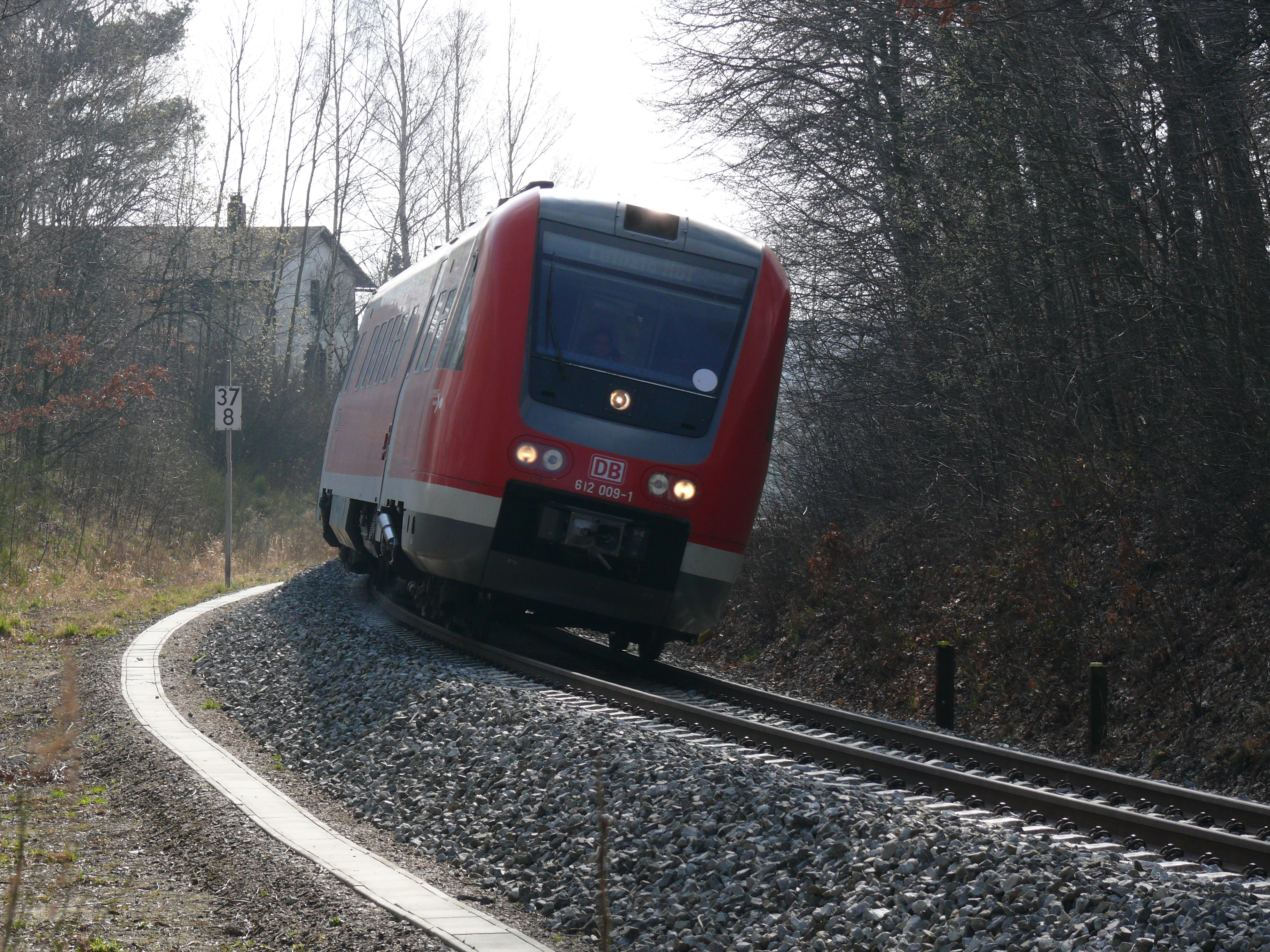
612 009 im Neigebetrieb bei Göhren

Wie bei ihren Vorgängern sind bei der Baureihe 612 beide Wagen motorisiert. Verwendet werden dabei Cummins-Dieselmotoren des Typs QSK19-R mit einem Hubraum von 19 Litern und je 563 kW Leistung, die eine Geschwindigkeit von 160 km/h ermöglichen. Die Kraftübertragung erfolgt hydraulisch über je ein Strömungsgetriebe, in das außerdem eine hydrodynamische Bremse integriert ist. Die Triebdrehgestelle liegen bei beiden Wagen einer Einheit am Kurzkuppelende, die Drehgestelle unter den Führerständen sind Laufdrehgestelle. Der Wagenkasten stützt sich über Luftfedern und eine Wiege auf den Drehgestellen ab und ist elektrisch 8° zu jeder Seite neigbar. Die Steuerung der Neigetechnik übernimmt das System Neicontrol-E, das über Beschleunigungssensoren in den Enddrehgestellen Beginn und Ende eines Bogens feststellen kann und die Wagenkästen abhängig von Bogenradius und Fahrgeschwindigkeit neigt. Dies erlaubt gegenüber Fahrzeugen ohne Neigetechnik eine Geschwindigkeitssteigerung um bis zu 30 %, sofern die befahrene Strecke sicherungs- und oberbautechnisch für das bogenschnelle Fahren ausgebaut ist. Zusätzlich zu den Betriebsbremsen besitzen die Triebwagen Federspeicherbremsen als Feststellbremsen und für Schnellbremsungen Magnetschienenbremsen in den Laufdrehgestellen.

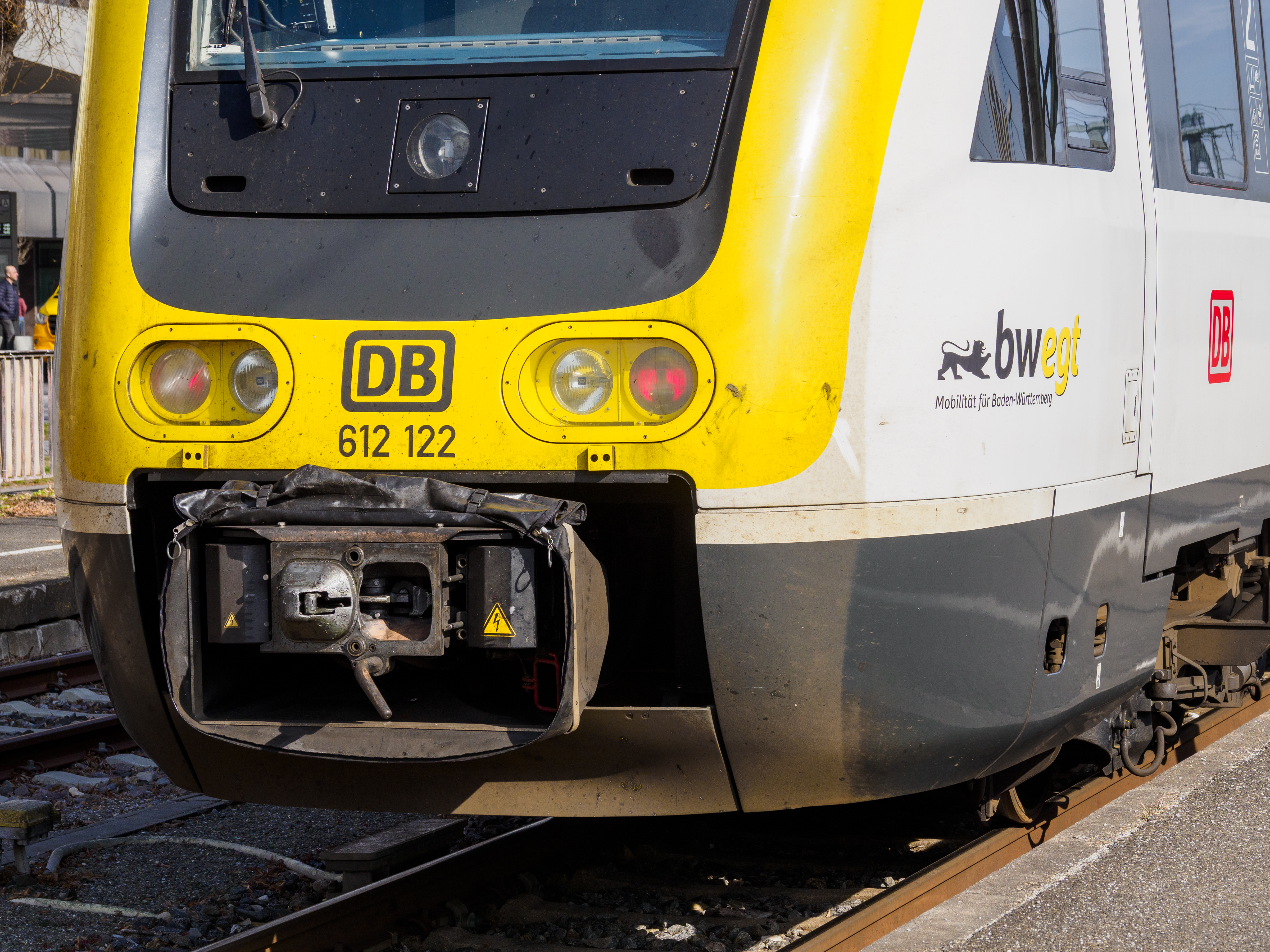
Scharfenbergkupplung des 612 122

Über die selbsttätigen Scharfenbergkupplungen an den Führerstandsenden lassen sich bis zu vier Doppeltriebwagen kuppeln und vielfachsteuern. Die Scharfenbergkupplungen verbinden die Druckluft- und Steuerleitungen selbsttätig. Die Bordrechner der Triebzüge stellen automatisch die Zugkonfiguration fest. Für die Aufrechterhaltung gewisser Grundfunktionen wie Beleuchtung und Heizung ist jeder Triebwagen selbst verantwortlich. Es kann nicht in größerem Umfang elektrische Energie zwischen den Wageneinheiten ausgetauscht werden. Über die Vielfachsteuerung gelangen Zustands- und Störungsmeldungen zum aktiven Führerstand.

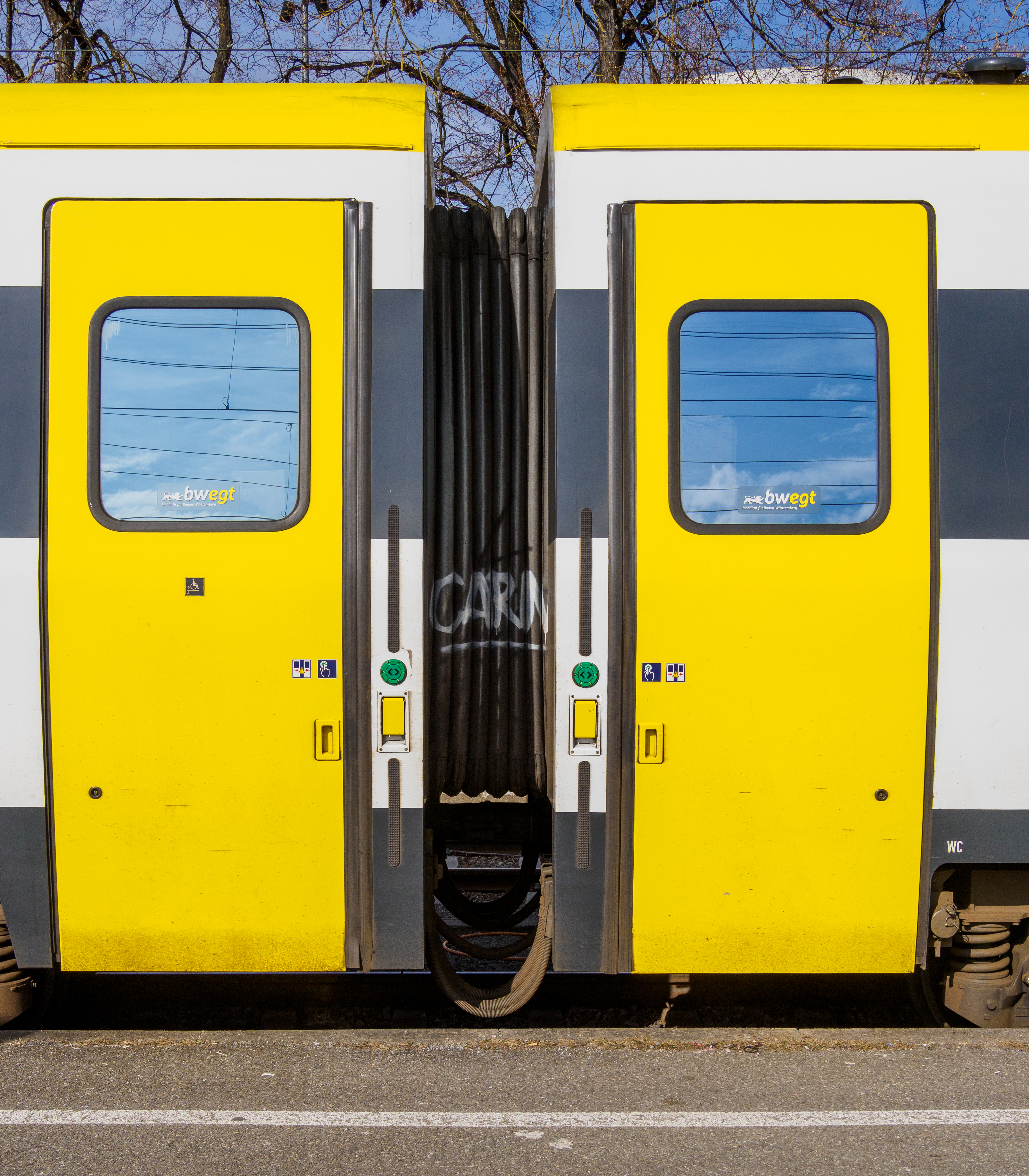
Wellenbalg und Mitteltüren 612 122

Zwischen dem im Vergleich zu früheren Baureihen größer gestalteten Führerstand mit einer Front aus glasfaserverstärktem Kunststoff und dem Einstiegsraum befindet sich je ein Fahrgastraum mit zwei Fenstern pro Seite. In den Wagen 612.0 befinden sich hier die Plätze der ersten Klasse. Hinter dem Einstiegsraum liegt ein weiteres separates Abteil mit acht Sitzplätzen in zwei Vierergruppen mit Tischen, das ebenfalls der ersten Klasse zugeordnet war. Daran schließt sich ein Großraum der zweiten Klasse an. Die Mehrzahl der Plätze sind in Reihen angeordnet, zusätzlich gibt es einige Vierergruppen mit Tischen. In den Wagen 612.5 fehlt das separate Abteil zwischen Großraum und Einstiegsraum, sie enthalten nur Plätze der zweiten Klasse. Am Kurzkuppelende befindet sich ein Mehrzweckraum zur Unterbringung von sperrigem Gepäck wie Fahrrädern, Kinderwagen oder Skiern, in den Wagen 612.5 zusätzlich eine Toilette. Beide Wagen sind mit einer nur in der Werkstatt trennbaren Schalenmuffenkupplung kurzgekuppelt. Der Wagenübergang ist mit einem Wellenbalg verkleidet. Für angenehmes Klima an Bord soll eine kombinierte Luftheizung und Klimaanlage sorgen.
Beginnend 2008 mit den Fahrzeugen des Betriebshofes Kaiserslautern wurden die „kleinen ersten Klassen“ in den Wagen 612.0 zwischen dem Endeinstieg und dem Zweite-Klasse-Großraum zu Abteilen der zweiten Klasse deklassiert. Dies geschah 2009 bei den Fahrzeugen der Betriebshöfe Dresden und Hof.
2012 begann ein Umbau der 36 in Thüringen stationierten Triebfahrzeuge. Neben einer neuen Lackierung der Außenwände, WCs und Mehrzweckräume mit spezieller Graffitischutzschicht und der allgemeinen Erneuerung der Sitzpolster, Kopfstützen sowie Armlehnen in den Fahrgasträumen wird dabei die Innenraumgestaltung geändert. Die Sitze der ersten Klassen erhielten einen Überzug aus Leder und Steckdosen an jedem Platz. Die Innenraumtüren erhalten eine neue Öffnungsautomatik. Neu hinzu kommt ein zugweites Fahrgast-Informationssystem.

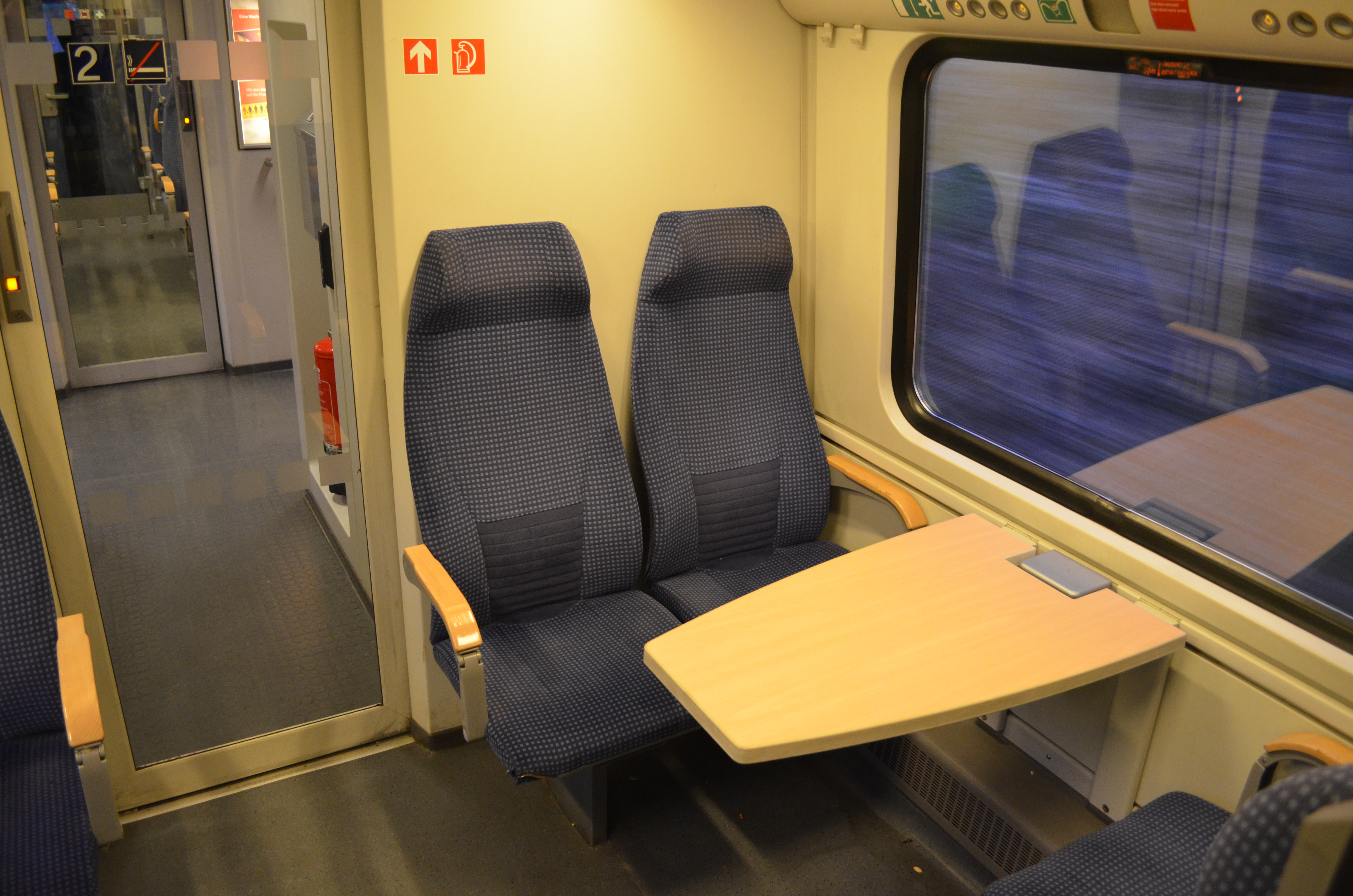
Das ehemalige Raucherabteil der ersten Klasse, das später zur zweiten Klasse umgezeichnet wurde, aber die bisherige Einrichtung behielt. Im Hintergrund liegen der Einstiegsbereich und die erste Klasse hinter dem Führerstand.

Seit September 2014 ist die Einheit 612 112/612 der DB ZugBus Regionalverkehr Alb-Bodensee in den Farben der Nahverkehrsgesellschaft Baden-Württemberg weiß/gelb/schwarz lackiert. Diese Farbgebung wird nach der laufenden Ausschreibung des Baden-Württembergischen Nahverkehrs ab 2016 für den neuen Betreiber verbindlich sein. Die gleiche Farbgebung erhielten die 2016 modernisierten Triebzüge, die u. a. pro Halbzug einen Hublift erhielten. Dadurch wurde eine Neuzulassung erforderlich, die am 30. November 2017 durch das Eisenbahnbundesamt erteilt wurde. Außerdem wurde der 1.-Klasse-Bereich verlegt und reduziert, mehr Fahrradabstellplätze eingerichtet und WLAN im Zug installiert. Insgesamt wurden 41 Einheiten im Ausbesserungswerk Kassel für DB Zugbus modernisiert. Allerdings traten dabei Probleme auf, so dass die Verfügbarkeit litt und bis 2019 Ersatzverkehre eingerichtet werden mussten. Bis September 2023 wurden die 29 in Kempten stationierten Triebzüge ebenfalls mit WLAN ausgestattet.

## Einsatz

### Deutschland

#### Testfahrzeug
Der Triebzug 612 901/902 gehört zu DB Systemtechnik Minden und dient als Erprobungsträger für Fahrzeugreaktionsmessungen und für Abnahme- und Prüffahrten von Neigetechnikstrecken. Für Regelinspektionen von elektrifizierten Strecken wurde dieser Zug im Frühjahr 2009 mit einem Messstromabnehmer ausgestattet. Er ist als Inspektionszug für Neigetechnikstrecken schon in Kroatien und der Schweiz zum Einsatz gekommen.
Da die RegioSwinger steilstreckentauglich sind, werden sie unter anderem für Test- und Sonderfahrten am Rennsteig eingesetzt.

#### Regionalverkehr

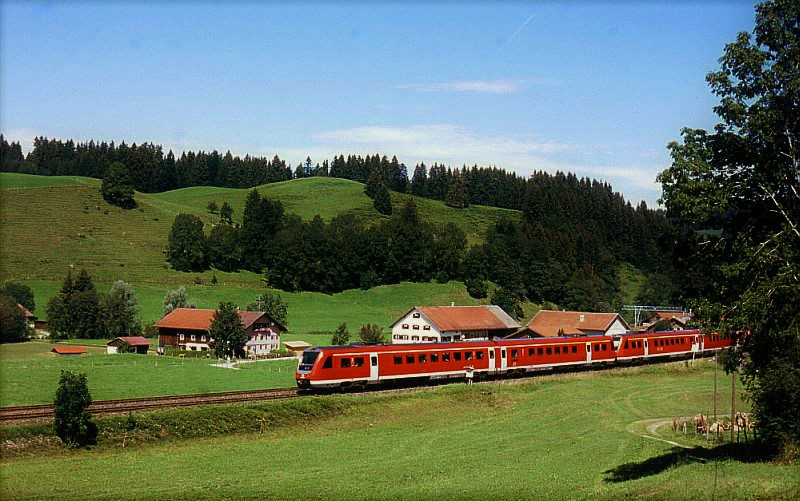
Zug der Baureihe 612 auf der Bahnstrecke Buchloe–Lindau

Insgesamt wurden 192 Doppeleinheiten der Baureihe 612 an die Deutsche Bahn ausgeliefert, die anfangs an fünf Standorten stationiert wurden: Kaiserslautern, Erfurt, Leipzig, Hof und Kempten. Durch Umbeheimatung kamen später noch Halle (Saale) (2003 – 2011), Dresden (2004 – 2016) und Ulm (seit 2014) hinzu. Aktuell (Stand: 2021) werden die Fahrzeuge noch ausgehend von Kempten, Hof, Erfurt und Ulm eingesetzt.

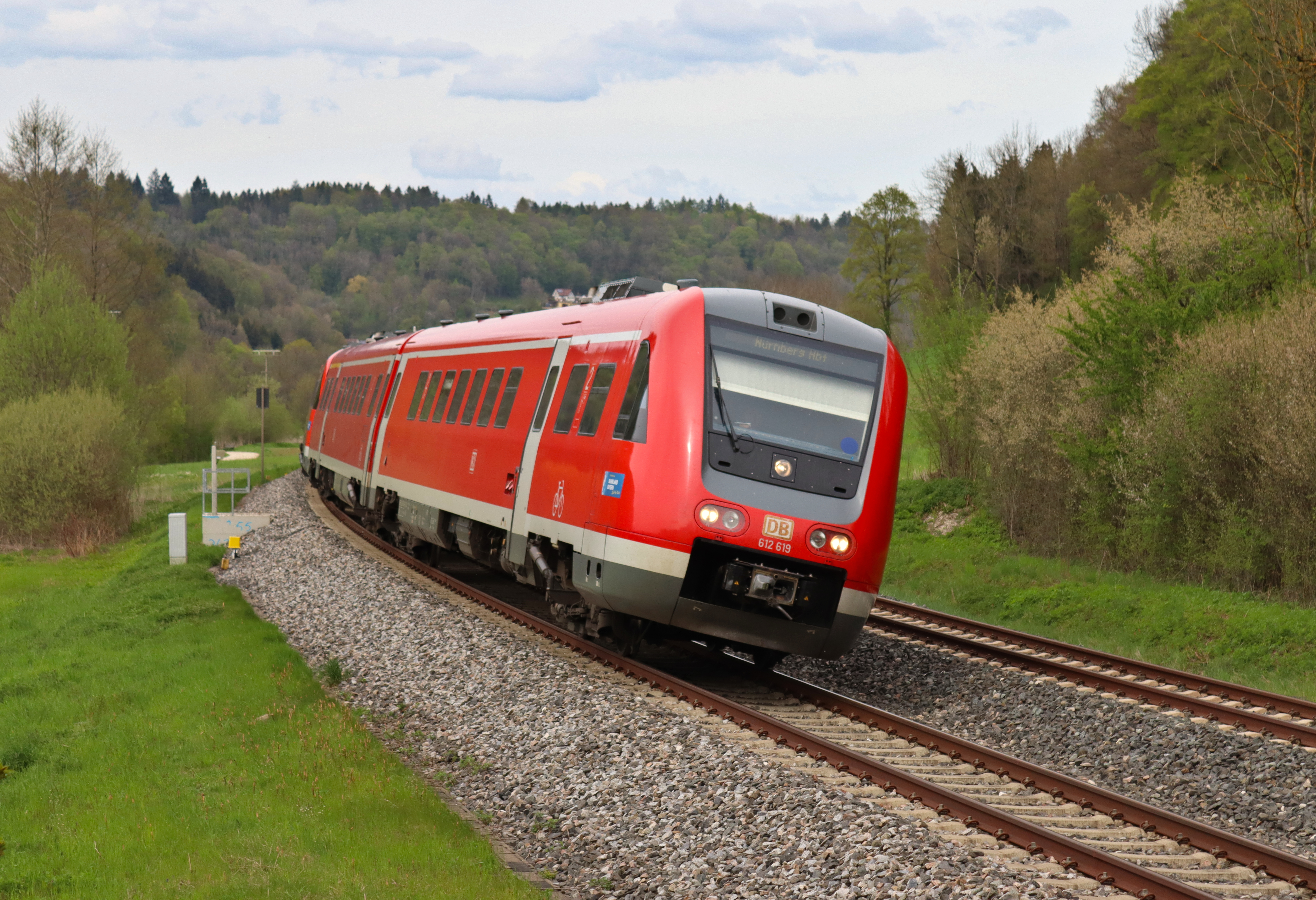
612 619 (modernisierter 612 aus Kempten) im Pegnitztal als RE Richtung Nürnberg Hbf

Da im Mai 2003 eine Frau, deren Arm in einer der Außentüren eingeklemmt war, von einem anfahrenden Zug mitgeschleift wurde, verfügte das Eisenbahn-Bundesamt, dass die Züge bis zur Überprüfung aller Türen nicht mehr ohne Zugbegleiter eingesetzt werden dürfen. Nach der Überprüfung von 140 der 200 Züge wurden 40 nicht betriebssichere Türen gefunden. Die Züge der Baureihe 612 waren im Hinblick auf einen ausschließlichen Einsatz im Nahverkehr ohne automatische Türsteuerung bestellt worden. Die Kontaktleisten der nachträglich eingebauten Türautomatik waren nicht regelmäßig unterhalten worden.
Nachdem am Fahrzeug 612 089 bei einer Inspektion am 10. August 2004 ein Achswellenanriss an einem Laufradsatz festgestellt wurde, ordnete das Eisenbahn-Bundesamt zum Folgetag eine Reihe von Sicherheitsmaßnahmen an. Das Intervall für Ultraschallprüfungen wurde von 480 000 zunächst auf 60 000 und später auf 30 000 Kilometer reduziert. Darüber hinaus musste die Neigetechnik bis auf Weiteres außer Betrieb genommen werden. Infolge der Untersuchungen standen zunächst nur 25 der insgesamt 192 Garnituren zur Verfügung.
Nach dem Fahrplanwechsel im Dezember 2005 verkehrten einzelne Züge der Baureihe 612 mit Molybdän-gehärteten Rädern wieder im bogenschnellen Betrieb. Als Bedingung dafür ordnete das Eisenbahn-Bundesamt eine Ultraschalluntersuchung der Räder alle 5000 Kilometer an, bis alle Radsätze durch neue Typen ersetzt wurden. Diese Fahrzeuge wurden mit einem weißen Punkt unter der Frontscheibe gekennzeichnet. Nach der erfolgten Umrüstung konnte die Neigetechnik wieder genutzt werden.
Zwischenzeitlich waren die Triebwagen der Reihe 612 für die Deutsche Bahn unverzichtbar geworden, da sie in vielen Gegenden lokbespannte Züge abgelöst haben und das Rückgrat im Nahverkehr auf nicht elektrifizierten Strecken darstellen. Deswegen wurden und werden die Triebwagen vorrangig auf Strecken eingesetzt, auf denen die Neigetechnik genutzt werden kann, um Fahrzeit einzusparen. Während staatliche Zuschüsse für die Fahrzeugbeschaffung gezahlt wurden, sind manche Strecken erst nach jahrelangen Verzögerungen für den Einsatz der Neigetechnik hergerichtet worden (z. B. Würzburg–Erfurt, Gera–Chemnitz/Zwickau) oder der sicherungstechnische Ausbau wurde weiter aufgeschoben wie bei der Oberen Ruhrtalbahn.
Ab Oktober 2009 fuhren die Triebwagen der Reihen 611 und 612 nach dem Auftreten von Funktionsstörungen im Neigetechnikantrieb wieder mit abgeschalteter Neigetechnik. Zum Fahrplanwechsel im Dezember 2010 wurde der fahrplanmäßige bogenschnelle Betrieb auf dem Franken-Sachsen-Express wieder aufgenommen.
Im Februar 2013 reichte die Deutsche Bahn beim Landgericht Berlin Klage gegen den Hersteller Bombardier ein. Die Bahn forderte Schadenersatz in Höhe von 160 Millionen Euro aufgrund der aufgetretenen Probleme mit der Neigetechnik.
Im Dezember 2015 wurde bei einem Fahrzeug der Baureihe 612 ein technischer Fehler in einem Bauteil des Neigetechnikantriebs gefunden. Aufgrund dessen wurde die Neigetechnik im Dezember 2015 bei den Baureihen 611 und 612 erneut vorübergehend außer Betrieb genommen und sie verkehrten mit konventioneller Kurvengeschwindigkeit
Grund war die Überprüfung eines Funktionsfehlers am Neigetechnikantrieb eines Fahrzeugs.

2021 war die Neigetechnik problemlos funktionsfähig, wurde aber bei starken Schneefällen und hoher Schneelage im Gleisbereich situativ vorsorglich abgeschaltet, um Fehlneigungen der Wagenkästen zu verhindern.

#### Fernverkehr

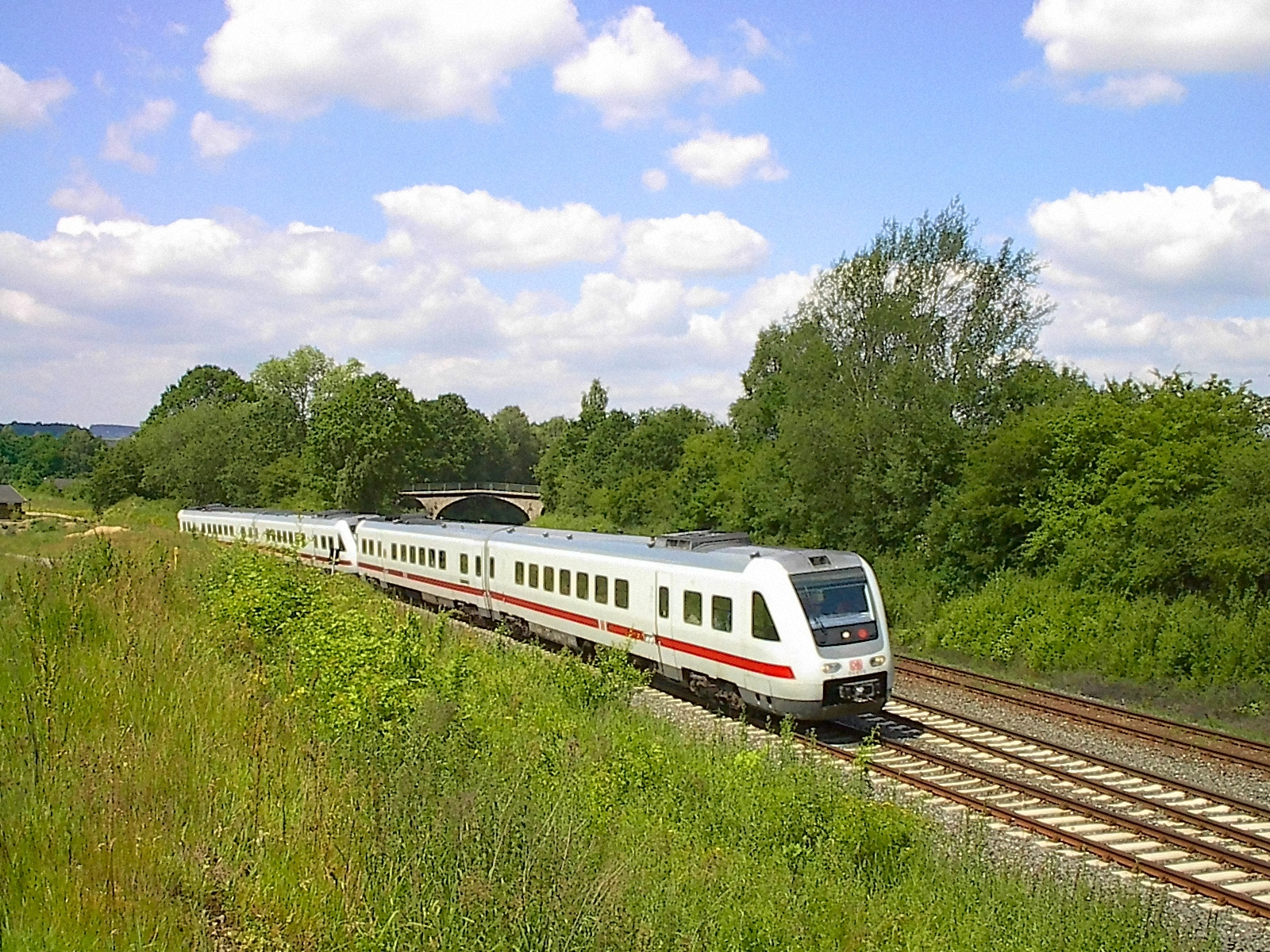
Zwei Einheiten im IC-Einsatz zwischen Nürnberg und Dresden auf der Schlömener Kurve bei Neuenmarkt

Als Ersatz für die ICE-Dieseltriebzüge der Baureihe 605 wurden Triebwagen der Reihe 612 zwischen Dezember 2003 und August 2004 im Intercity-Verkehr zwischen Nürnberg und Görlitz eingesetzt. Dazu wurden die normalerweise verkehrsroten (Farbe des DB-Nahverkehrs) Züge im ICE-Farbschema lichtgrau mit rotem Streifen umlackiert und so dem Erscheinungsbild der restlichen IC-Flotte angepasst. Außerdem erhielten die Sitzgarnituren Kopf-Schonbezüge und Aufkleber mit Sitzplatznummern.
Diese 17 Triebwagen wurden in die Baureihe 612.4 eingeordnet, indem die Ordnungsnummer jeweils um 300 erhöht wurde: 612 163/663; 164/664; 171/671; 172/672; 177/677; 179/679 – 182/682; 185/685 – 192/692 in 612 463/963; 464/964; 471/971; 472/972; 477/977; 479/979 – 482/982; 485/985 – 492/992. Sie erhielten dabei Halter für Reservierungen. Im November 2003 angekündigte Pläne, die Fahrzeuge mit einer neuen Inneneinrichtung im Wert von insgesamt rund einer Million Euro zu versehen, waren bis Mitte 2004 nicht realisiert worden. Baulosbedingt hatten die letzten Fahrzeuge abweichende Kopfstützen und Sitzpolster, auch fehlten bei den Einheiten mit den höchsten Betriebsnummern teilweise die Klapptische und die Haltenetze an den Rückenlehnen.
Zwar wurden bis Ende 2005 alle Fahrzeuge wieder verkehrsrot lackiert und die Kopf-Schonbezüge entfernt, ihre 400er Betriebsnummern blieben jedoch erhalten und sie sind in Hof stationiert. Die zwölf ab 10. Dezember 2006 als IRE Franken-Sachsen-Express eingesetzten Triebwagen waren zunächst alles ehemalige „Fernverkehrs-RegioSwinger“. Die IRE waren eine von DB Fernverkehr bestellte Nahverkehrsleistung.

### Kroatien

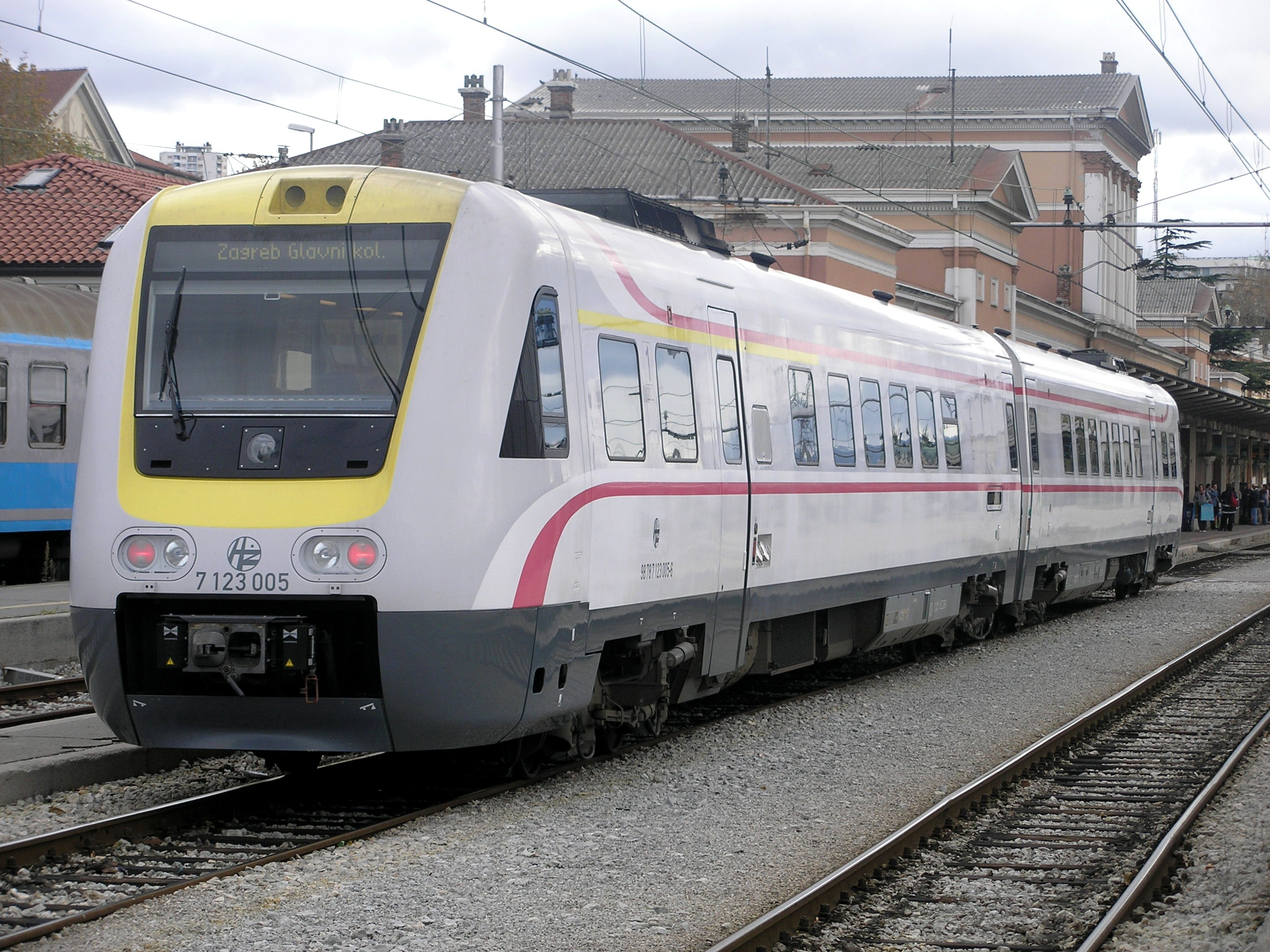
7123 005 der kroatischen Staatsbahn

Die acht letzten Triebwagen aus dem DB-Großauftrag, die die DB nicht mehr abgenommen hatte, wurden an die Kroatische Bahn (HŽ) verkauft, wo die RegioSwinger als Reihe 7123 geführt und seit 2005 als InterCity Nagibni (ICN) auf der Strecke Zagreb–Split eingesetzt werden. Seit 2007 kommen die Züge zunehmend auf anderen Strecken zum Einsatz. Für den Fernverkehrseinsatz wurde pro Einheit eine zweite Toilette nachgerüstet. Einer der beiden verbliebenen Mehrzweckräume wurde mit einem Gepäckregal ausgerüstet, der andere wurde durch eine Anrichte ersetzt.
Bei einem Unfall gleich am ersten Einsatztag (Sabotage mit einer quergelegten Schwelle im Gleis) wurde eine Garnitur beschädigt. Eine zweite wurde bei einem Zusammenstoß mit einem Lastwagen schwer beschädigt.
Am 24. Juli 2009 entgleiste ein Zug auf der Fahrt von Zagreb nach Split bei Kaštel Stari. Bei dem Unfall kamen sechs Personen ums Leben, mindestens 55 weitere wurden verletzt.
Als Unfallursache wurden zunächst Verformungen der Gleise bei Lufttemperaturen bis 40 Grad vermutet. Spätere Rekonstruktionen des Unglücks zeigten, dass eine als Brandschutz auf die Gleise aufgetragene Chemikalie das Unglück ausgelöst haben könnte, da diese bei Versuchen zu einer Verdreifachung der benötigten Bremszeit geführt habe.
Ein als erster zur Unfallstelle fahrender Rottenkraftwagen konnte nicht mehr rechtzeitig bremsen und entgleiste an der Unfallstelle ebenfalls.

## Fahrzeugübersicht und Einsatzstrecken

### DB Regio Bayern
Quelle: Bayern-Fahrplan
Stationiert: Hof / Werkstatt: Hof
- RE 30 Hof – Münchberg – Bayreuth – Pegnitz – Nürnberg (Zweistundentakt; vereinigt im Abschnitt Pegnitz – Nürnberg mit RE 31)
- RE 31 Hof – Marktredwitz – Pegnitz – Nürnberg (Zweistundentakt; vereinigt im Abschnitt Pegnitz – Nürnberg mit RE 30)
- RE 32 Nürnberg – Pegnitz – Bayreuth – Neuenmarkt-Wirsberg – Lichtenfels – Bamberg (vereinigt im Abschnitt Neuenmarkt-Wirsberg – Bamberg mit RE 35)
- RE 33 Marktredwitz – Cheb
- RE 35 Hof – Münchberg – Neuenmarkt-Wirsberg – Lichtenfels – Bamberg (vereinigt im Abschnitt Neuenmarkt-Wirsberg – Bamberg mit RE 32)
- RE 38 Bayreuth – Neuenmarkt-Wirsberg – Lichtenfels (vereinigt im Abschnitt Neuenmarkt-Wirsberg – Lichtenfels mit RE 39)
- RE 39 Hof – Münchberg – Neuenmarkt-Wirsberg – Lichtenfels (vereinigt im Abschnitt Neuenmarkt-Wirsberg – Lichtenfels mit RE 38)
- RE 40 Nürnberg – Neukirchen (b. Sulzbach-Rosenberg) – Schwandorf – Regensburg (Die Züge verkehren im Abschnitt Nürnberg – Neukirchen (b. Sulzbach-Rosenberg) mit denen der Linie RE 41 vereinigt)
- RE 41 Nürnberg – Neukirchen (b. Sulzbach-Rosenberg) – Weiden – Neustadt/Waldnaab (vereinigt im Abschnitt Nürnberg – Neukirchen (b. Sulzbach-Rosenberg) mit RE 40)
- RE 43 Schwandorf – Lauf (links d. Pegnitz) – Nürnberg (Einzelzüge)
- RE 47 Nürnberg – Schwandorf – Furth im Wald (Abschnitt Schwandorf – Furth im Wald seit Dezember 2014)

Stationiert: Kempten / Werkstatt: Kempten
- RE 7 + RE 17 (Nürnberg – Donauwörth –) Augsburg – Buchloe – Kempten – Immenstadt – Lindau-Reutin (RE 7) / Oberstdorf (RE 17)
- RE 71 + RE 73 Memmingen – Mindelheim (RE 71) / Bad Wörishofen (RE 73) – Türkheim (Bay) Bf – Buchloe – Augsburg
- RE 70 + RE 76 Lindau-Reutin (RE 70) – / Oberstdorf (RE 76) – Immenstadt – Kempten – Kaufbeuren – Buchloe – Kaufering – Geltendorf – München

### DB Regio Südost

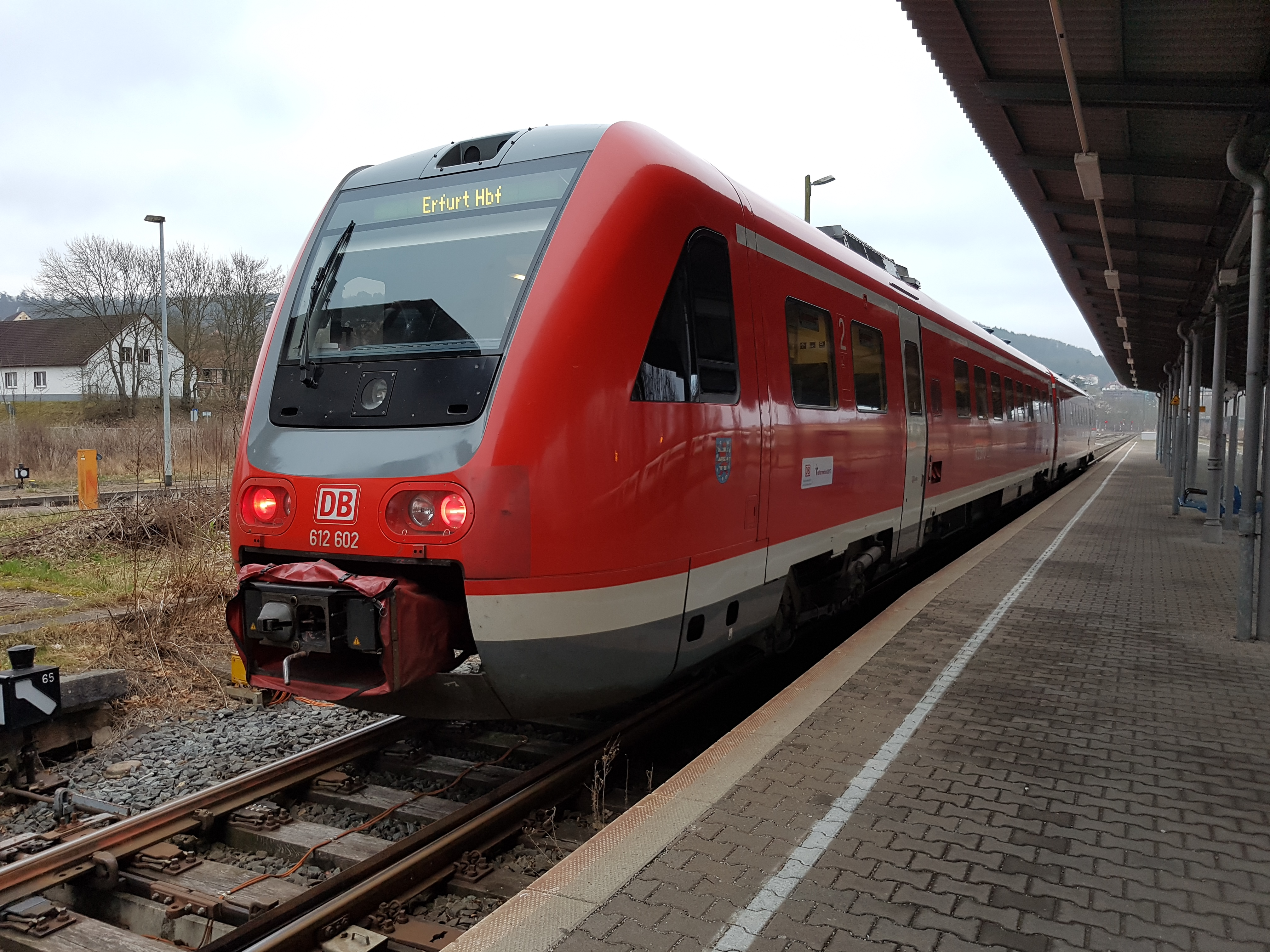
612 602 in Meiningen

Stationiert: Erfurt / Werkstatt: Erfurt
- RE 1 Göttingen – Heilbad Heiligenstadt – Leinefelde – Mühlhausen (Thür.) – Gotha – Erfurt – Weimar – Jena West – Jena-Göschwitz – Hermsdorf-Klosterlausnitz – Gera Hbf – Schmölln – Glauchau (Sachs.) (Zweistundentakt)
- RE 3 Erfurt – Weimar – Jena West – Jena-Göschwitz – Stadtroda – Gera Hbf – Altenburg bzw. Greiz (Zweistundentakt, Zugteilung in Gera, ergibt zwischen Erfurt und Schmölln zusammen mit den RE 1 einen Stundentakt)
- RE 3V Erfurt – Weimar – Jena West – Jena-Göschwitz (verstärkt den RE 3 nach Altenburg zwischen Erfurt und Jena-Göschwitz im Zweistundentakt zur geraden Stunde ab Erfurt)
- RE 7 Erfurt – Neudietendorf – Arnstadt – Suhl – Grimmenthal – Ebenhausen – Schweinfurt – Würzburg („Mainfranken-Thüringen-Express“, Zweistundentakt)
- RE 57 Würzburg – Schweinfurt – Ebenhausen – Bad Kissingen (Zweistundentakt)

### DB Regio Baden-Württemberg (ehemals Regionalverkehr Alb-Bodensee)
Stationiert: Ulm / Werkstatt: Ulm

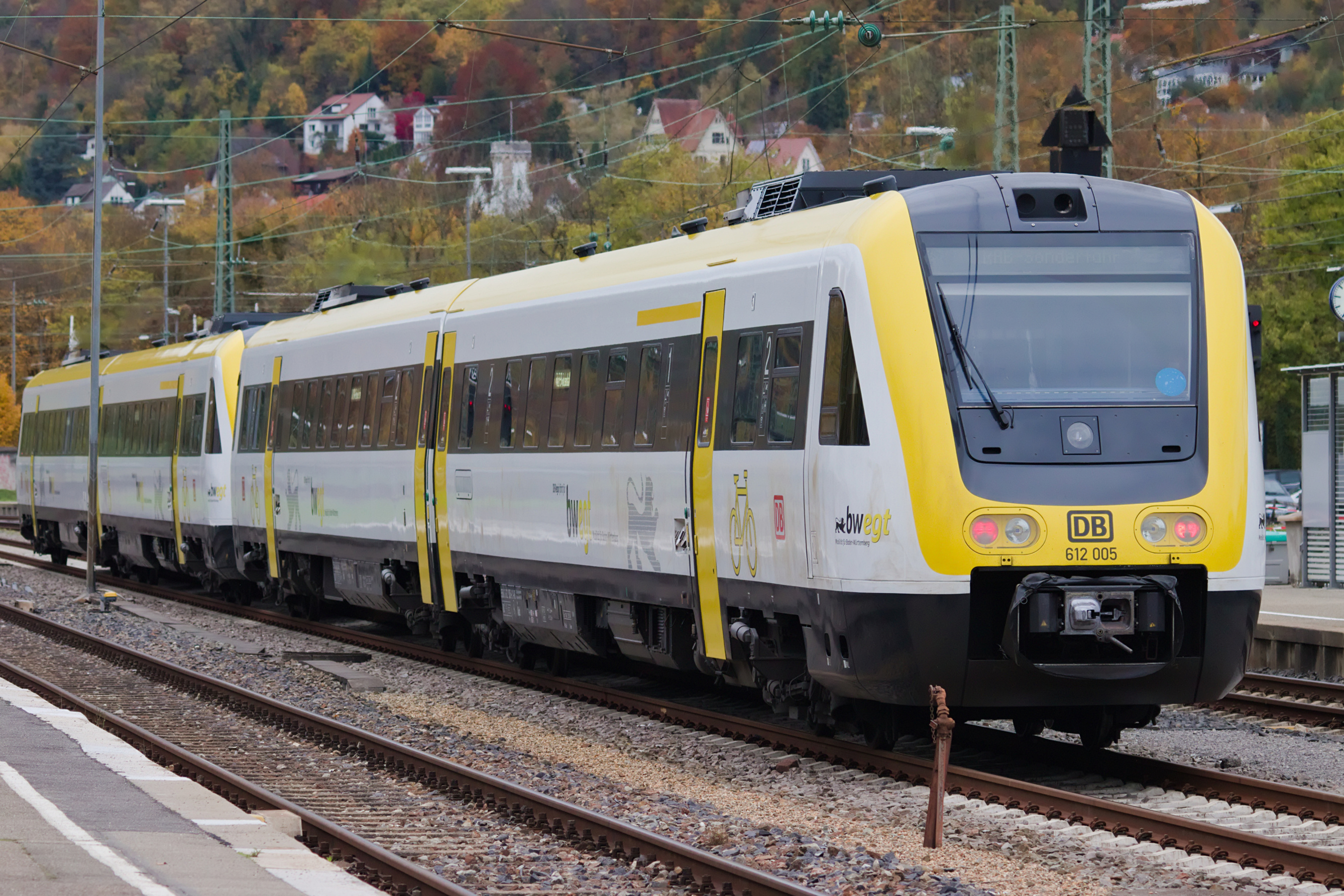
Doppeltraktion in den Farben von bwegt in Tübingen

- RE 3 Singen – Schaffhausen – Tiengen – Waldshut – Basel (im Zweistundentakt, dazwischen RE Friedrichshafen–Basel, dieser nur noch aushilfsweise mit 612)
- RE 6a Stuttgart – Reutlingen – Tübingen – Albstadt – Ebingen – Sigmaringen – Herbertingen – Aulendorf (im Zweistundentakt, Flügelzugkonzept mit RE 6b Tübingen – Horb im Abschnitt Stuttgart – Tübingen)
- RE 6b Tübingen – Rottenburg (– Horb) (im Zweistundentakt, Einzelleistungen nach Horb, Flügelzugkonzept mit RE 6a Stuttgart – Aulendorf im Abschnitt Stuttgart – Tübingen)
- RE 50 Ulm – Heidenheim – Aalen (im Zweistundentakt, seit Dezember 2016)[19]
- RE 55 Ulm – Blaubeuren – Ehingen/Donau – Sigmaringen – Tuttlingen – Donaueschingen (– Villingen) (Stundentakt bis Sigmaringen am Wochenende, Stundentakt mit einzelnen Taktlücken bis Donaueschingen, drei tägliche Zugpaare von und nach Villingen)
- RB 51 Aulendorf – Biberach/Riß – Ulm (Einzelleistungen HVZ-Verstärker Ulm – Aulendorf)
- RB 42 / RB 14A Villingen – Trossingen – Rottweil – Eutingen im Gäu – Herrenberg (– Stuttgart) (Einzelleistungen in Tagesrandlage)

### Ehemalige Einsatzstrecken
Stationiert: Erfurt / Werkstatt: Erfurt
- bis Dezember 2013: RE Würzburg – Bamberg – Neuenmarkt-Wirsberg – Bayreuth/Hof

Stationiert: Hof / Werkstatt: Hof
- bis Dezember 2013: RE Hof/Bayreuth – Neuenmarkt-Wirsberg – Bamberg – Würzburg
- bis Dezember 2013: RE Würzburg – Schweinfurt – Bad Kissingen/Erfurt (– Gera)
- bis Dezember 2017: RE Hof – Weiden – Regensburg
- bis Dezember 2019: RE Nürnberg – Augsburg – Kempten (nur Sonntag)

Stationiert: Kaiserslautern / Werkstatt: Kaiserslautern
- bis Dezember 2014 RE 3 Saarbrücken – Mainz – Frankfurt am Main
- bis Dezember 2014 RE 25 Koblenz – Gießen (Zweistundentakt)

Stationiert: Dresden / Werkstatt: Dresden
- bis Dezember 2014: RB Nürnberg – Neukirchen – Weiden/Schwandorf
- bis Dezember 2014: IRE 1 Dresden – Chemnitz – Hof – Bayreuth – Nürnberg (Zweistundentakt)
- bis Dezember 2014: RE 1 Dresden – Bischofswerda – Görlitz (Zweistundentakt)
- bis Dezember 2014: RE 2 Dresden – Bischofswerda – Zittau (Zweistundentakt; Einzelzüge weiter bis Liberec bzw. Tanvald)
- bis Dezember 2014: RE 3 Dresden – Chemnitz – Hof – Marktredwitz – Nürnberg (Zweistundentakt)
- bis Juni 2016 vereinzelte Aushilfen auf der Linie RE 3 nach Hof.

Stationiert: Halle (Saale) und Leipzig / Werkstatt: Leipzig-Süd
- bis Dezember 2013: Leipzig – Reichenbach – Plauen – Adorf/Hof
- bis Dezember 2015: RE 4 Goslar – Vienenburg – Wernigerode – Halberstadt – Aschersleben – Könnern – Halle (Zweistundentakt, „HarzExpress“)
- bis Dezember 2015: RE 6 Leipzig – Bad Lausick – Geithain – Burgstädt – Chemnitz (Stundentakt, „CLEX“ bzw. „Chemnitz-Leipzig-Express“)
- bis Dezember 2015: vereinzelte Aushilfen auf der RB 125 Leipzig – Markranstädt – Bad Dürrenberg – Großkorbetha – Weißenfels

Stationiert: Dortmund / Werkstatt: Kassel
- bis Mai 2019: RE 17 „Sauerland-Express“ Hagen – Schwerte – Fröndenberg – Arnsberg – Meschede – Bestwig – Brilon-Wald – Marsberg – Warburg – Hofgeismar – Kassel-Wilhelmshöhe

Stationiert: Ulm / Werkstatt: Ulm
- bis Dezember 2021: RE 3 Ulm – Ravensburg – Friedrichshafen – Singen – Schaffhausen – Waldshut-Tiengen – Basel Bad Bf („IRE-Sprinter“); ersetzt durch die Baureihen 425 und 245 mit Doppelstockwagen; Verdichterzüge Singen–Basel weiterhin mit 612
- bis Dezember 2019: RB / RE (Neustadt (Schwarzw.) –) Villingen (Schwarzw.) – Trossingen – Rottweil (Zweistundentakt) (vereinzelt noch als RB 42 mit Durchbindung nach Stuttgart)
- bis Dezember 2019: RE Neustadt (Schwarzw.) – Donaueschingen – Sigmaringen – Ulm (Zweistundentakt) (heute im Abschnitt Donaueschingen – Ulm als RE 55)

Stationiert: Kempten / Werkstatt: Kempten
- bis Dezember 2021: RE 72 München – Buchloe – Memmingen (– Lindau-Insel)
- bis Dezember 2021: RE 75 + RE 77 Ulm – Memmingen – Kempten – Immenstadt – Oberstdorf (RE 75) (Einzelzüge) / – Hergatz – Wangen / – Lindau-Insel (RE 77)

### Triebfahrzeugübersicht

#### Bestand DB Regio
DB-Bestand mit Stationierung Stand März 2025
Betriebswerk Erfurt
Die mit „M“ markierten Triebzüge wurden im Rahmen eines Modernisierungsprogramms zwischen 2023 und 2025 mit Steckdosen, WLAN und neuen Sitzen ausgestattet. Außerdem wurde die Innentüre zwischen Großraum und ehemaligem Abteil der 1. Klasse entfernt.
- 612 007/507 (seit 2021)
- 612 022/522 (seit 2000, M), 612 023/523 (seit 2000, M), 612 024/524 (seit 2000, M), 612 025/525 (seit 2000, M), 612 026/526 (seit 2000, M), 612 027/527 (seit 2000, M), 612 028/528 (seit 2000, M), 612 029/529 (seit 2000, M)
- 612 030/530 (seit 2000, M, Am 18. November 2003 brannte dieser Triebzug auf der Fahrt zwischen Plauen und Reichenbach. Er wurde dabei schwer beschädigt und am 6. Dezember 2003 abgestellt. Am 28. Februar 2004 wurde er nach einer Sanierung wieder in Dienst gestellt.)
- 612 031/531 (seit 2000, M), 612 032/532 (seit 2000, M), 612 033/533 (seit 2000, M), 612 034/534 (seit 2000, M), 612 035/535 (seit 2000, M), 612 036/536 (seit 2000, M)
- 612 099/599 (seit 2001, M), 612 100/600 (seit 2001, M), 612 101/601 (seit 2001, M), 612 102/602 (seit 2001, M)
- 612 116/616 (seit 2011, M, Zweiter Triebzug des RE 3666, welcher am 19. Mai 2017 mit einer Gerölllawine zusammengestoßen ist. Dieser Triebzug entgleiste nicht, wurde jedoch auch beschädigt.)
- 612 117/617 (seit 2003, M), 612 126/626 (seit 2011), 612 130/630 (seit 2017), 612 134/634 (seit 2011, M), 612 135/635 (seit 2011, M)
- 612 144/644 (seit 2011, Dieser Triebzug entgleiste am 19. Mai 2017 als RE 3666 auf der Fahrt zwischen Hermsdorf-Klosterlausnitz und Stadtroda nach Kollision mit einer Gerölllawine. Der vordere Wagen 144 entgleiste vollständig und kam quer zur Fahrtrichtung in einer Böschung zum Stehen. Bei dem Unfall wurden laut Polizei 7 Personen leicht verletzt. Am Triebzug entstand erheblicher Sachschaden.[21][22])
- 612 145/645 (seit 2011, M), 612 146/646 (seit 2009, M), 612 147/647 (seit 2009, M), 612 148/648 (seit 2009, M)
- 612 159/659 (seit 2022, Dieses Triebfahrzeug wurde am 10. Aug. 2014 bei einem Zusammenprall mit einem Traktor an einem Bahnübergang bei Könnern beschädigt und stand im Werk Hennigsdorf zur Reparatur. Bei dem Unfall wurden acht Reisende verletzt.[23] Das Fahrzeug war zwischen Aug. 2021 und Feb. 2022 in Kempten abgestellt.)
- 612 173/673 (seit 2003, M), 612 174/674 (seit 2003, M), 612 175/675 (seit 2003, M), 612 176/676 (seit 2003, M), 612 178/678 (seit 2003, M), 612 183/683 (seit 2003, M)
- 612 184/684 (seit 2003, M, Am 20. Sep. 2018 fing die Maschinenanlage des Triebzuges, auf der Fahrt als RE 3917, zwischen Jena und Gera Feuer. In Kraftsdorf wurde der Zug gestoppt und der Brand von der Feuerwehr gelöscht. Fahrgäste kamen nicht zu Schaden, es entstand erheblicher Sachschaden. Der Zug wurde repariert und anschließend modernisiert und ist wieder im Einsatz.)

Betriebswerk Hof
- 612 001/501 (seit 2023), 612 002/502 (seit 2021), 612 004/504 (seit 2021), 612 012/512 (seit 2022), 612 013/513 (seit 2023), 612 017/517 (seit 2021), 612 047/547 (seit 2024)
- 612 055/555 (seit 2000, „Burgkunstadt“), 612 061/561 (seit 2001), 612 062/562 (seit 2001, „Stadt Schweinfurt“), 612 064/564 (seit 2001), 612 065/565 (seit 2001), 612 066/566 (seit 2001), 612 080/580 (seit 2022)
- 612 082/582 (seit 2008, Beim Zusammenprall des Triebwagens 612 082 mit einem Baufahrzeug am 26. April 2005 auf einem Bahnübergang bei Dietmannsried wurden der Triebfahrzeugführer getötet und 15 der 53 Fahrgäste verletzt.[24] Der Triebzug wurde ab Oktober 2005 bei Bombardier in Hennigsdorf wieder aufgearbeitet und 2008 nach Hof umbeheimatet.[25] Der Name „Oberstdorf“ wurde nach der Umbeheimatung entfernt.)
- 612 092/592 (seit 2006), 612 093/593 (seit 2006), 612 094/594 (seit 2009), 612 095/595 (seit 2001), 612 096/596 (seit 2006, „Markt Neuhaus a.d. Pegnitz“), 612 097/597 (seit 2001), 612 098/598 (seit 2001, „Landkreis Bamberg“)
- 612 114/614 (seit 2002), 612 115/615 (seit 2002, „Landkreis Kronach“), 612 124/624 (seit 2021), 612 132/632 (seit 2012), 612 140/640 (seit 2014), 612 141/641 (seit 2014)
- 612 151/651 (seit 2022), 612 153/653 (seit 2022), 612 154/654 (seit 2022),
- 612 155/655 (seit 2003, Beim Zusammenprall des Triebwagens 612 155 mit einem Auto am 29. April 2025 auf einem Bahnübergang bei Schwandorf wurden Triebzug schwer beschädigt.[26]),
- 612 156/656 (seit 2003, „Landkreis Amberg-Sulzbach“), 612 157/657 (seit 2003, „Landkreis Hof“), 612 158/658 (seit 2003, „Stadt Hof“)
- 612 160/660 (seit 2015), 612 161/661 (seit 2022), 612 162/662 (seit 2021), 612 163/663 (2003–2004), 612 164/664 (2003–2004), 612 165/665 (seit 2003), 612 166/666 (seit 2022), 612 167/667 (seit 2006), 612 168/668 (seit 2006), 612 169/669 (seit 2003),
- 612 170/670 (seit 2003, Das Fahrzeug wurde nach einem Unfall am 3. Sep. 2009 in Harsdorf saniert.)
- 612 171/671 (2003–2004), 612 172/672 (2003–2004), 612 177/677 (2003–2004), 612 179/679 (2003–2004), 612 180/680 (2003–2004), 612 181/681 (2003–2004), 612 182/682 (2003–2004)
- 612 185/685 (2003–2004), 612 186/686 (2003–2004), 612 187/687 (2003–2004), 612 188/688 (2003–2004), 612 189/689 (2003–2004), 612 190/690 (2003–2004), 612 191/691 (2003–2004), 612 192/692 (2003–2004)

Betriebswerk Kempten
- 612 003/503 (seit 2022), 612 011/511 (seit 2017), 612 056/556 (seit 2019), 612 057/557 (seit 2013), 612 058/558 (seit 2013), 612 059/559 (seit 2013)
- 612 073/573 (seit 2001), 612 074/574 (seit 2001), 612 075/575 (seit 2001), 612 076/576 (seit 2001), 612 077/577 (seit 2001), 612 079/579 (seit 2001)
- 612 081/581 (seit 2001), 612 083/583 (seit 2002), 612 084/584 (seit 2007, „Heimenkirch“), 612 085/585 (seit 2002), 612 086/586 (seit 2002), 612 087/587 (seit 2005), 612 088/588 (seit 2005), 612 089/589 (seit 2005, „Sonthofen“)
- 612 090/590 (seit 2005, „Lindau“), 612 091/591 (seit 2008, „Markt Oberstaufen“), 612 118/618 (seit 2024), 612 119/619 (seit 2014), 612 120/620 (seit 2016), 612 121/621 (seit 2014), 612 123/623 (seit 2014)
- 612 138/638 (seit 2014), 612 143/643 (seit 2014), 612 149/649 (seit 2002), 612 150/650 (seit 2009), 612 152/652 (seit 2017)

Betriebswerk Ulm (Lackierung in den Landesfarben von Baden-Württemberg (weiß/schwarz/gelb) seit 2016)
- 612 005/505 (seit 2016), 612 006/506 (seit 2016)
- 612 008/508(II) (seit 2016, Im November 2002 erlitt der Triebzug 612 008/508 einen Brandschaden. Der Triebwagen 612 508 wurde zum 29. November 2002 ausgemustert, der aufgearbeitete 612 516 in 612 508 umgezeichnet und zusammen mit dem reparierten 612 008 am 29. Nov. 2002 wieder in Dienst gestellt.)
- 612 009/509 (seit 2016), 612 014/514 (seit 2016), 612 015/515 (seit 2016), 612 018/518 (seit 2015), 612 019/519 (seit 2014), 612 020/520 (seit 2014), 612 021/521 (seit 2014), 612 037/537 (seit 2016)
- 612 051/551 (seit 2016), 612 052/552 (seit 2016), 612 053/553 (seit 2016), 612 054/554 (seit 2016), 612 067/567 (seit 2016), 612 069/569 (seit 2001), 612 071/571 (seit 2014), 612 072/572 (seit 2014)
- 612 103/603 (seit 2016), 612 104/604 (seit 2016), 612 105/605 (seit 2017)
- 612 106/606 (seit 2017, Dieser Triebzug wurde am 24. Mai 2022 gegen 8.30 in Blaustein-Arnegg bei einem Zusammenprall mit einem Omnibus, der verkehrsbedingt auf den Gleisen stand, stark beschädigt. Der Triebwagen kam etwa 100 Meter nach der Unglücksstelle zum Stehen. Bei der Kollision wurden laut Angaben der Polizei 13 Menschen verletzt und die Bahnstrecke zwischen Blaubeuren und Ulm musste für mehrere Tage gesperrt bleiben.[27][28])
- 612 107/607 (seit 2016), 612 108/608 (seit 2016)
- 612 109/609 (seit 2014, Am 8. Dezember 2009 entgleiste der hintere Wagen 612 109 des Regionalexpress-Zuges RE 6 gegen 9.55 Uhr auf der eingleisigen Bahnstrecke Leipzig–Geithain am Haltepunkt Hopfgarten, südlich von Bad Lausick. Nachdem sich der Motor des hinteren Wagens aus seiner Verankerung gerissen hatte, verklemmte er sich während der Fahrt zwischen Wagenboden und Gleis. Der Wagen geriet in eine starke Schräglage. Ein dabei entstandenes Feuer wurde nach Bahnangaben schnell gelöscht.[29])
- 612 110/610 (seit 2017), 612 111/611 (seit 2016)
- 612 112/612 (seit 2014, Dieser Triebzug wurde am 16. April 2015 beschädigt, als gegen 7:00 Uhr im Hauptbahnhof von Tübingen ein Auffahrunfall zwischen RB 22480 Horb–Tübingen (–Stuttgart) und IRE 3250 Sigmaringen–Tübingen–Stuttgart aufgrund zu hoher Geschwindigkeit stattgefunden hat.[30] Am 27. Juli 2025 entgleiste der als Doppeltraktion mit Einheit 133/633 unterwegs befindliche Triebzug beim Eisenbahnunfall von Riedlingen.[31]). Nach der Bergung soll der Triebzug verschrottet werden.
- 612 113/613 (seit 2014), 612 122/622 (seit 2015), 612 125/625 (seit 2017), 612 127/627 (seit 2014), 612 128/628 (seit 2014), 612 129/629 (seit 2017)
- 612 131/631 (seit 2017, Zweiter Triebzug des RE 3736, welcher am 20. September 2011 in Lauterbach mit einem Pkw zusammenprallte. Dieser Triebzug entgleiste nicht, wurde jedoch beschädigt.[32])
- 612 133/633 (seit 2014, dieser Triebzug wurde am 16. April 2015 beschädigt, als gegen 7:00 Uhr im Hauptbahnhof von Tübingen ein Auffahrunfall zwischen RB 22480 Horb–Tübingen (–Stuttgart) und IRE 3250 Sigmaringen–Tübingen–Stuttgart aufgrund zu hoher Geschwindigkeit stattgefunden hat.[33] Am 27. Juli 2025 entgleiste der als Doppeltraktion mit Einheit 112/612 unterwegs befindliche Triebzug beim Eisenbahnunfall von Riedlingen. Teile der Front wurden vom ersten Triebwagen abgerissen.[31])
- 612 136/636 (seit 2016)
- 612 137/637 (seit 2016, Dieser Triebzug wurde am 15. Oktober 2018 kurz vor 8 Uhr in Sipplingen bei einem Zusammenprall mit einem Sattelzug, der an einem Bahnübergang wenden wollte, stark beschädigt und kam etwa 220 Meter nach der Unglücksstelle zum Stehen. Bei der Kollision wurden laut Angaben der Polizei 16 Menschen verletzt und die Bahnstrecke zwischen Friedrichshafen und Singen musste für mehrere Stunden gesperrt werden.[34])
- 612 139/639 (seit 2017), 612 142/642 (seit 2017)

#### Ehemalige Intercity-Fahrzeuge und Messzüge
| Triebzugnummer Namensgebung    | ehemalige Stationierung späterer Einsatzort | Unfälle oder besondere Vorkommnisse Allgemeine Bemerkungen |
| ------------------------------ | --- | --- |
| 612 471/971                    | Hof (1. Jan. 2004 – 11. Dez. 2004) Dortmund (12. Dez. 2004 – 23. Jan. 2005) Kaiserslautern (24. Jan. 2005 – 31. Mai 2005) Hof (seit 1. Juni 2005) | bis 15. Juli 2005 in Intercity-Lackierung; siehe Einsatz im Fernverkehr Das Fahrzeug war zwischen Dez. 2006 und Dez. 2014 als ‚Franken-Sachsen-Express‘ im Einsatz. Das heißt, dass die Fahrzeuganschrift (der Marketingname) angebracht wurde und kleinere Anpassungen der Ausstattung vorgenommen wurden. |
| 612 472/972                    | Hof (1. Jan. 2004 – 11. Dez. 2004) Dortmund (12. Dez. 2004 – 31. Mai 2005) Hof (seit 1. Juni 2005)                                                | bis 20. Mai 2005 in Intercity-Lackierung; siehe Einsatz im Fernverkehr Das Fahrzeug war zwischen Dez. 2006 und Dez. 2014 als ‚Franken-Sachsen-Express‘ im Einsatz. Das heißt, dass die Fahrzeuganschrift (der Marketingname) angebracht wurde und kleinere Anpassungen der Ausstattung vorgenommen wurden. |
| 612 477/977                    | Hof (1. Jan. 2004 – 11. Dez. 2004) Dortmund (12. Dez. 2004 – 31. Mai 2005) Hof (seit 1. Juni 2005)                                                | bis 15. Juni 2005 in Intercity-Lackierung; siehe Einsatz im Fernverkehr Das Fahrzeug war zwischen Dez. 2006 und Dez. 2014 als ‚Franken-Sachsen-Express‘ im Einsatz. Das heißt, dass die Fahrzeuganschrift (der Marketingname) angebracht wurde und kleinere Anpassungen der Ausstattung vorgenommen wurden. |
| 612 479/979                    | Hof (1. Jan. 2004 – 11. Dez. 2004) Dortmund (12. Dez. 2004 – 23. Jan. 2005) Leipzig (24. Jan. 2005 – 31. Mai 2005) Hof (seit 1. Juni 2005)        | bis 15. Juni 2005 in Intercity-Lackierung; siehe Einsatz im Fernverkehr Das Fahrzeug war zwischen Dez. 2006 und Dez. 2014 als ‚Franken-Sachsen-Express‘ im Einsatz. Das heißt, dass die Fahrzeuganschrift (der Marketingname) angebracht wurde und kleinere Anpassungen der Ausstattung vorgenommen wurden. Der Wagen 612 479 ist am 31. März 2015 während des Orkans Niklas auf der Strecke Bayreuth-Nürnberg bei Pegnitz mit einem Baum kollidiert und schwer beschädigt worden. Der Triebzug wurde am 7. März 2016 vom Ausbesserungswerk Kassel nach Hof überführt und ist seitdem wieder im Einsatz. |
| 612 480/980                    | Hof (1. Jan. 2004 – 11. Dez. 2004) Dortmund (12. Dez. 2004 – 31. Mai 2005) Hof (seit 1. Juni 2005)                                                | bis 18. Mai 2005 in Intercity-Lackierung; siehe Einsatz im Fernverkehr Das Fahrzeug war zwischen Dez. 2006 und Dez. 2014 als ‚Franken-Sachsen-Express‘ im Einsatz. Das heißt, dass die Fahrzeuganschrift (der Marketingname) angebracht wurde und kleinere Anpassungen der Ausstattung vorgenommen wurden. |
| 612 481/981                    | Hof (1. Jan. 2004 – 11. Dez. 2004) Dortmund (12. Dez. 2004 – 31. Mai 2005) Hof (seit 1. Juni 2005)                                                | bis 5. Juli 2005 in Intercity-Lackierung; siehe Einsatz im Fernverkehr Das Fahrzeug war zwischen Dez. 2006 und Dez. 2014 als ‚Franken-Sachsen-Express‘ im Einsatz. Das heißt, dass die Fahrzeuganschrift (der Marketingname) angebracht wurde und kleinere Anpassungen der Ausstattung vorgenommen wurden. |
| 612 482/982                    | Hof (1. Jan. 2004 – 11. Dez. 2004) Dortmund (12. Dez. 2004 – 31. Mai 2005) Hof (seit 1. Juni 2005)                                                | bis 6. Okt. 2005 in Intercity-Lackierung; siehe Einsatz im Fernverkehr Das Fahrzeug war zwischen Dez. 2006 und Dez. 2014 als ‚Franken-Sachsen-Express‘ im Einsatz. Das heißt, dass die Fahrzeuganschrift (der Marketingname) angebracht wurde und kleinere Anpassungen der Ausstattung vorgenommen wurden. |
| 612 485/985                    | Hof (1. Jan. 2004 – 11. Dez. 2004) Dortmund (12. Dez. 2004 – 31. Mai 2005) Hof (seit 1. Juni 2005)                                                | bis 5. Juli 2005 in Intercity-Lackierung; siehe Einsatz im Fernverkehr Das Fahrzeug war zwischen Dez. 2006 und Dez. 2014 als ‚Franken-Sachsen-Express‘ im Einsatz. Das heißt, dass die Fahrzeuganschrift (der Marketingname) angebracht wurde und kleinere Anpassungen der Ausstattung vorgenommen wurden. |
| 612 486/986                    | Hof (1. Jan. 2004 – 11. Dez. 2004) Dortmund (12. Dez. 2004 – 31. Mai 2005) Hof (seit 1. Juni 2005)                                                | bis 23. Sep. 2005 in Intercity-Lackierung; siehe Einsatz im Fernverkehr Das Fahrzeug war zwischen Dez. 2006 und Dez. 2014 als ‚Franken-Sachsen-Express‘ im Einsatz. Das heißt, dass die Fahrzeuganschrift (der Marketingname) angebracht wurde und kleinere Anpassungen der Ausstattung vorgenommen wurden. |
| 612 487/987                    | Hof (1. Jan. 2004 – 11. Dez. 2004) Dortmund (12. Dez. 2004 – 31. Mai 2005) Hof (seit 1. Juni 2005)                                                | bis 9. Sep. 2005 in Intercity-Lackierung; siehe Einsatz im Fernverkehr Das Fahrzeug war zwischen Dez. 2006 und Dez. 2014 als ‚Franken-Sachsen-Express‘ im Einsatz. Das heißt, dass die Fahrzeuganschrift (der Marketingname) angebracht wurde und kleinere Anpassungen der Ausstattung vorgenommen wurden. |
| 612 488/988                    | Hof (seit 1. Jan. 2004) | bis 25. Okt. 2005 in Intercity-Lackierung; siehe Einsatz im Fernverkehr Das Fahrzeug war zwischen Dez. 2006 und Dez. 2014 als ‚Franken-Sachsen-Express‘ im Einsatz. Das heißt, dass die Fahrzeuganschrift (der Marketingname) angebracht wurde und kleinere Anpassungen der Ausstattung vorgenommen wurden. |
| 612 489/989                    | Hof (1. Jan. 2004 – 11. Dez. 2004) Dortmund (12. Dez. 2004 – 31. Mai 2005) Hof (seit 1. Juni 2005)                                                | bis 6. Juni 2005 in Intercity-Lackierung; siehe Einsatz im Fernverkehr Das Fahrzeug war zwischen Dez. 2006 und Dez. 2014 als ‚Franken-Sachsen-Express‘ im Einsatz. Das heißt, dass die Fahrzeuganschrift (der Marketingname) angebracht wurde und kleinere Anpassungen der Ausstattung vorgenommen wurden. |
| 612 490/990                    | Magdeburg (1. Jan. 2004 – 16. Jan. 2004) Hof (seit 17. Jan. 2004)                                                                                 | bis 6. Juni 2005 in Intercity-Lackierung; siehe Einsatz im Fernverkehr Das Fahrzeug war zwischen Dez. 2006 und Dez. 2014 als ‚Franken-Sachsen-Express‘ im Einsatz. Das heißt, dass die Fahrzeuganschrift (der Marketingname) angebracht wurde und kleinere Anpassungen der Ausstattung vorgenommen wurden. |
| 612 491/991                    | Hof (1. Jan. 2004 – 11. Dez. 2004) Dortmund (12. Dez. 2004 – 23. Jan. 2005) Leipzig (24. Jan. 2005 – 31. Mai 2005) Hof (seit 1. Juni 2005)        | bis 19. Aug. 2005 in Intercity-Lackierung; siehe Einsatz im Fernverkehr Das Fahrzeug war zwischen Dez. 2006 und Dez. 2014 als ‚Franken-Sachsen-Express‘ im Einsatz. Das heißt, dass die Fahrzeuganschrift (der Marketingname) angebracht wurde und kleinere Anpassungen der Ausstattung vorgenommen wurden. |
| 612 492/992                    | Hof (1. Jan. 2004 – 11. Dez. 2004) Dortmund (12. Dez. 2004 – 23. Jan. 2005) Leipzig (24. Jan. 2005 – 31. Mai 2005) Hof (seit 1. Juni 2005)        | bis 15. Juni 2005 in Intercity-Lackierung; siehe Einsatz im Fernverkehr Das Fahrzeug war zwischen Dez. 2006 und Dez. 2014 als ‚Franken-Sachsen-Express‘ im Einsatz. Das heißt, dass die Fahrzeuganschrift (der Marketingname) angebracht wurde und kleinere Anpassungen der Ausstattung vorgenommen wurden. |
| 612 901/902 „DB-Systemtechnik“ | Minden (seit 22. Aug. 2002) | Dieser Triebzug ist ein Messfahrzeug für Oberbau-, Schienen-, Oberleitungs- und Leitsystemüberprüfung. Es war das erste Fahrzeug, welches am 25. November 2013 über die Neubaustrecke Erfurt–Leipzig/Halle Erfurt nach Gröbers fuhr. Damit wurde der Lückenschluss des ersten Gleises gefeiert. |

#### Ausgemusterte Fahrzeuge
Folgende Fahrzeuge sind mit Stand März 2025 abgestellt, ausgemustert oder verschrottet
Stillstandmanagement Mukran
- 612 010/510 (seit 2019)
- 612 038/538 (seit 2019), 612 039/539 (seit 2019), 612 040/540 (seit 2019), 612 041/578 (seit 2019), 612 042/542 (seit 2019), 612 043/543 (seit 2019), 612 044/544 (seit 2019), 612 045/545 (seit 2019), 612 046/546 (seit 2019)
- 612 048/548 (seit 2019), 612 050/550 (seit 2019)

Ausgemustert oder Verschrottet
- 612 016/508 (2002)
  - Am 9. April 2002 brannte der Triebzug 612 016/516 nach einem Motorschaden bei Könnern teilweise aus. Nachdem einige Zeit später der Triebzug 612 008/508 ebenfalls einen Brandschaden erlitten hatte, wurde der aufgearbeitete 612 516 in 612 508 umbezeichnet und zusammen mit dem reparierten 612 008 wieder in Dienst gestellt. Die Wagen 016 und 508 (Original) wurden ausgemustert.
- 612 049/549 (seit 2021)
  - Nach einer Entgleisung am 22. Juni 2021 in Kempten Hbf wurde das Fahrzeug dort bis abgestellt und im Dezember 2024 zur Verschrottung nach Opladen überführt.

- 612 060/560 (2013)
  - Dieser Triebzug prallte am 5. November 2015 bei Freihungsand (Bahnstrecke Neukirchen–Weiden) an einem Bahnübergang mit einem LKW (Schwertransport) bei einer Geschwindigkeit von etwa 140 km/h zusammen. Der erste Wagen des Triebzuges geriet in Brand. Der Unfall forderte zwei Tote, den LKW-Fahrer sowie den Triebfahrzeugführer, und mehrere schwerverletzte Fahrgäste.[38]
- 612 063/563 (2001)
  - Dieser Triebzug prallte am 22. Juni 2001 bei Vilseck, auf der Bahnstrecke Neukirchen–Weiden, an einem Bahnübergang mit einem amerikanischen Militärfahrzeug zusammen und brannte zur Hälfte aus. Anschließend wurde er ausgemustert.[39]
- 612 068/568 (2021)
- 612 070/570 (2011)
  - Dieser Triebzug prallte am 20. September 2011 am Posten 31 in Lauterbach, nördlich von Bad Lausick, als RE 3736 Chemnitz–Leipzig mit einem Pkw zusammen und entgleiste vollständig. Dabei wurden 21 Personen verletzt, sechs davon schwer. Der vorauslaufende Wagen des betroffenen Triebzuges wurde nach der Unfalluntersuchung ausgemustert.[40]
- 612 078 (2013)
  - Am 17. Juli 2013 gegen 6.55 Uhr prallte die Einheit als RB 75757 an einem Bahnübergang bei Kellmünz mit einem Pkw zusammen. Dabei entgleiste der erste Wagen (612 078) und landete um 180° verdreht etwa 500 Meter vom Unfallort entfernt neben der Strecke. Durch die freiwerdenden Kräfte wurden der Oberbau beschädigt und ein Drehgestell[41] des Triebzuges abgerissen. Schwer verletzt wurde die Autofahrerin sowie zwei Fahrgäste, von denen einer aus dem Zug geschleudert wurde. Darüber hinaus gab es zehn weitere leicht verletzte Personen. Nach Angaben der Deutschen Bahn kann auf diesem Streckenabschnitt der Bahnstrecke Neu-Ulm–Kempten mit einer Höchstgeschwindigkeit von 140 km/h gefahren werden. Der Unfall soll bei einer geschätzten Geschwindigkeit von etwa 100 km/h stattgefunden haben.[42][43]
- 612 541 (2014)
  - Am 7. Februar 2014 prallte dieser Triebzug auf der Fahrt als RE 3907 an einem Bahnübergang in Scherfede mit einem Autotransporter bei einer Geschwindigkeit von 120 km/h zusammen. Der Zug wurde schwer beschädigt, es gab neun leicht Verletzte an Bord des Zuges.[44] Wagen 612 541 wurde nach dem Unfall durch 612 578 ersetzt und der Triebzug bis 2019 weiter eingesetzt und danach abgestellt.